# جیمز داببینز (دیپلمات)
جیمز فرانسیس داببینز جونیور (انگلیسی: James Francis Dobbins Jr.; ۳۱ مهٔ ۱۹۴۲ – ۳ ژوئیهٔ ۲۰۲۳ (−۱ سال)) دیپلمات اهل ایالات متحده آمریکا بود که سفارت آمریکا در کابل را پس از سقوط طالبان در ۲۰۰۱ بازگشایی کرد.

## زندگی‌نامه
دابینز مدتی بخش مطالعات بین‌المللی و امنیتی، انستیتوی مطالعاتی راند را برعهده داشت. او به عنوان فرستاده ویژه آمریکا برای افغانستان و پاکستان، کوزوو، بوسنی و هرزگووین، هائیتی، و سومالی برای اداره‌های باراک اوباما، جورج بوش و بیل کلینتون در چندین مأموریت مدیریت بحران و حل مشکلات دیپلماتیک خدمت کرد.

سفارت آمریکا در کابل در ۳۰ ژانویه ۱۹۸۹ بسته شده بود که پس از تأسیس دولت موقت جدید در کابل بازگشایی شد. رابینز حدود ۲ سال پس از حمله آمریکا به افغانستان به عنوان کفیل سفیر ایالات متحده در کابل کار کرد. در زمان بازگشایی سفارت آمریکا در کابل در ۱۷ دسامبر ۲۰۰۱ با برافراشتن همان پرچمی که در سال ۱۹۸۹ پایین آورده شده بود، گفته بود: 
«ما اینجا هستیم که بمانیم».
او در سال ۲۰۱۴ نیز به عنوان نماینده ویژه ایالات متحده برای افغانستان و پاکستان تعیین شد و در مورد وخیم شدن وضعیت امنیتی افغانستان هشدار می‌داد.
داببینز در ۳ ژوئیه ۲۰۲۳ در سن ۸۱ سالگی در بیمارستانی در واشینگتن به علت عوارض ناشی از بیماری پارکینسون درگذشت.

## تالیفات
دابینز نویسنده کتاب «خاطرات سرویس خارجی: پنج دهه در خط مقدم دیپلماسی آمریکایی» و پروژه مجموعه مطالعاتی به عنوان «نقش آمریکا در ملت سازی» در کشورهای مختلف را همراه با محققان دیگر انستیو راند است.